# Pierrepont (Ardennes)
Pour les articles homonymes, voir Pierrepont.
Pierrepont est une localité de Launois-sur-Vence et une ancienne commune française, située dans le département des Ardennes en région Grand Est.
Elle est rattachée à la commune de Launois-sur-Vence en 1829.

## Histoire
La Statistique  des élections de Reims, Rethel et Sainte-Ménehould dressée en 1657 par le sieur Terruel en vue du projet de cadastre général de la généralité de Chalons, ensuite du projet du maréchal de Fabert indique : 
« Pierrepont, au seigneur de Vignacourt. — Autrefois 9 hab. et 2 charrues. — Terres médiocres et stériles 59 arpent au seigneur. — Prés 26 au seigneur.— Bois 30 au seigneur. — Une charrue. — Ménages 2. — Paient au Hainaut 133 livres. — Taille 262 livres. — 70 l. en 1657 — Restent deux maisons. »
Louis-Urbain Le Fèvre de Caumartin, d'après la dénombrement de 1735, indique :
« Pierrepont, et le Hameau de la Cassine : 5 feux. »
Elle est absorbée, avec la commune de La Péreuse, par fusion, en 1829, dans la commune de Launois-sur-Vence.

## Administration
| Période                                  | Période | Identité | Étiquette | Qualité |
| ---------------------------------------- | ------- | -------- | --------- | ------- |
| Les données manquantes sont à compléter. |         |          |           |         |
|                                          |         |          |           |         |

## Démographie
| 1793 | 1800 | 1806 | 1821 |
| ---- | ---- | ---- | ---- |
| 96   | 110  | 117  | 114  |

Histogramme

(élaboration graphique par Wikipédia)